# アジア太平洋マスターズゲームズ
アジア太平洋マスターズゲームズ（英語：Asia Pacific Masters Games）は、アジア太平洋地域における中高年齢者のための国際総合競技大会。国際マスターズゲームズ協会 (IMGA) が主催する。参加資格最低年齢は実施される競技を管轄する国際競技連盟により異なるが25歳から35歳以上で、競技によってはそれより若い選手も参加できるものもある。年齢以外には参加資格は設けられておらず、誰でも参加できる。
第1回大会はマレーシアのペナンにて2018年9月7日から15日の期間で開催された。

## 歴史
アジア太平洋マスターズゲームズの最初の2大会分の開催都市選考が2015年フランスのニースで行われ、第1回大会はマレーシアのペナンが選ばれた。
| 回 | 年     | 開催地     | 開催地   | 競技 | 参加者数 | モットー         | 備考  |
| 回 | 年     | 国・地域   | 都市     | 競技 | 参加者数 | モットー         | 備考  |
| -- | ------ | ---------- | -------- | ---- | -------- | ---------------- | ----- |
| 1  | 2018年 | マレーシア | ペナン州 | 21   |          | Beyond the Games | [ 4 ] |
| 2  | 2023   | 韓国       | 全羅北道 | 未定 | 未定     | 未定             |       |

## 競技
第1回のアジア太平洋マスターズゲームズでは、下記22競技が行われた。
| - アーチェリー - 陸上競技 - バドミントン - バスケットボール - サイクリング | - サッカー - ゴルフ - ホッケー - ライオン・ダンス - ネットボール | - プンチャック・シラット - 射撃 - ソフトボール - スカッシュ - 水泳 | - 卓球 - テコンドー - テニス - 10ピンボウリング - バレーボール | - 重量挙げ - 武術太極拳 |